# تغليف موسمي
التغليف الموسمي هو إحدى طرق تسويق المنتجات وترويج المبيعات في شرائح المستهلكين التي تشتري المنتج بشكل غير متكرر عن طريق تعبئة المنتج في عبوة مرتبطة بشكل وثيق بالموسم مثل عيد الحب أو عيد القيامة أو عيد الأم أو يوم الذكرى، أو يوم الرابع عشر من يوليو أو عيد العمال أو العودة إلى المدارس أو الهالووين أو عيد الشكر أو عيد الميلاد أو رأس السنة.

## أمثلة
تشتمل أمثلة المنتجات التي تستخدم التغليف الموسمي هي
- توبليرون (تغيير الشعار إلى «إلى حبي» أو «هوهوهو»)
- كواليتي ستريت (تغيير الشعار إلى أبي الرائع)